# Tomas Svensson
Tomas Svensson (Eskilstuna, Suècia 1968) és un jugador d'handbol suec, que jugà en la posició de porter al FC Barcelona i guanyà tres medalles olímpiques. Actualment milita al Club Balonmano Valladolid.
El seu fill Max juga al futbol al RCD Espanyol de Barcelona.

## Biografia
Va néixer el 15 de febrer de 1968 a la ciutat d'Eskilstuna, població situada al comtat de Södermanland.

## Carrera esportiva

### Trajectòria professional
| Temporades            | Club                      | Lliga      | País     |
| --------------------- | ------------------------- | ---------- | -------- |
| 1984/1985 - 1989/1990 | IF Guif Eskilstuna        | Elitserien | Suècia   |
| 1990/1991 - 1991/1992 | Atlético de Madrid        | ASOBAL     | Espanya  |
| 1992/1993 - 1994/1995 | Club Deportivo Bidasoa    | ASOBAL     | Espanya  |
| 1995/1996 - 2001/2002 | FC Barcelona              | ASOBAL     | Espanya  |
| 2002/2003 - 2004/2005 | HSV Hamburg               | Bundesliga | Alemanya |
| 2005/2006 - 2008/2009 | Portland San Antonio      | ASOBAL     | Espanya  |
| 2009/2010 - ?         | Club Balonmano Valladolid | ASOBAL     | Espanya  |

L'any 1995 aconseguí la seva primera victòria en la Lliga ASOBAL amb el Club Deportivo Bidasoa. Aquell any fou fitxat pel FC Barcelona, equip amb el qual aconseguí guanyar 5 Copes d'Europa (1995-1996, 1996-1997, 1997-1998, 1998-1999 i 1999-2000), 4 Supercopes d'Europa (1996, 1997, 1998, 1999), 5 lligues ASOBAL (1995-1996, 1996-1997, 1997-1998, 1998-1999 i 1999-2000), 3 Copes del Rei (1996-97, 1997-98, 1999-00), 1 Lliga Catalana d'handbol (1996-97) i 5 Lligues dels Pirineus (1997, 1998, 1999, 2000 i 2001).

### Selecció sueca
Va participar, als 24 anys, en els Jocs Olímpics d'Estiu de 1992 celebrats a la ciutat de Barcelona (Catalunya), on aconseguí guanyar la medalla de plata en perdre la final de la competició masculina d'handbol davant l'Equip Unificat. Posteriorment aconseguí revalidar aquest metall dues vegades més en els Jocs Olímpics d'Estiu de 1996 realitzats a Atlanta (Estats Units) i els Jocs Olímpics d'Estiu de 2000 realitzats a Sydney (Austràlia), en perdre les finals davant els combinats de Croàcia i Rússia respectivament.
Amb la selecció sueca ha aconseguit, així mateix, quatre medalles en el Campionat del Món d'handbol, dues d'elles d'or; i dues medalles en el Campionat d'Europa d'Handbol, les dues d'or.